# Numb (chanson des Pet Shop Boys)
Pour les articles homonymes, voir Numb.
Singles de Pet Shop Boys
Minimal
(2006) She's Madonna
(2007)
Numb est une chanson du duo britannique Pet Shop Boys extraite de leur neuvième album studio, Fundamental, paru le 22 mai 2006.
Le 15 octobre 2006, un peu moins de cinq mois après la sortie de l'album, la chanson a été publiée en single. C'était le troisième et dernier single tiré de cet album.
Le single a atteint la 23e place au Royaume-Uni.

## Composition
La chanson est écrite par Diane Warren.